# Кельберер, Алексей Викторович
Алексей Викторович Кельберер (1898—1963) — советский актёр театра и кино.

## Биография
Алексей Кельберер летом 1921 года поступил в Высшие режиссёрские мастерские, возглавляемые Вс. Мейерхольдом. По окончании обучения стал актёром театра его имени.

## Фильмография
- 1941 — Волшебное зерно
- 1946 — Каменный цветок
- 1955 — Попрыгунья
- 1955 — Отелло
- 1955 — Сын
- 1958 — Юность наших отцов

## Озвучивание кинофильмов и мультфильмов
- 1956 — «Авиценна» — Майманди, визирь султана Махмуда (роль Мухаммеджана Касымова)
- 1956 — «Священная кровь» — Юлчи (роль Саната Диванова)
- 1958 — «Анна Эйдеш» — Фичор (роль Белы Барши)
- 1960 — «Белая пряжка» — Горак (роль Олдржих Новый)
- 1962 — Кто сказал «мяу»? — петух